# Оук-Голл (Вірджинія)
Оук-Голл (англ. Oak Hall) — переписна місцевість (CDP) в США, в окрузі Аккомак штату Вірджинія. Населення — 226 осіб (2020).

## Географія
Оук-Голл розташований за координатами 37°55′51″ пн. ш. 75°32′49″ зх. д. / 37.93083° пн. ш. 75.54694° зх. д. (37.930785, -75.546907).  За даними Бюро перепису населення США в 2010 році переписна місцевість мала площу 2,84 км², уся площа — суходіл.

## Демографія
Згідно з переписом 2010 року, у переписній місцевості мешкало 255 осіб у 110 домогосподарствах у складі 74 родин. Густота населення становила 90 осіб/км².  Було 124 помешкання (44/км²).
Расовий склад населення:
| - 65,9 % — білих - 27,8 % — чорних або афроамериканців - 2,0 % — вихідців з тихоокеанських островів - 0,8 % — корінних американців - 1,2 % — осіб інших рас |

До двох чи більше рас належало 2,4 %. Частка іспаномовних становила 2,7 % від усіх жителів.
За віковим діапазоном населення розподілялося таким чином: 18,8 % — особи молодші 18 років, 64,3 % — особи у віці 18—64 років, 16,9 % — особи у віці 65 років та старші. Медіана віку мешканця становила 43,9 року. На 100 осіб жіночої статі у переписній місцевості припадало 99,2 чоловіків;  на 100 жінок у віці від 18 років та старших — 95,3 чоловіків також старших 18 років.
За межею бідності перебувало 23,0 % осіб, у тому числі 35,4 % дітей у віці до 18 років та 0,0 % осіб у віці 65 років та старших.
Цивільне працевлаштоване населення становило 150 осіб. Основні галузі зайнятості: виробництво — 37,3 %, роздрібна торгівля — 32,7 %, публічна адміністрація — 30,0 %.